# La Lapidation de Soraya M.
Pour plus de détails, voir Fiche technique et Distribution.
La Lapidation de Soraya M. (The Stoning of Soraya M.) est un film américain réalisé par Cyrus Nowrasteh, sorti en 2008.
Le film a été inspiré par le livre La Femme lapidée (1990), de l'écrivain franco-iranien Freidoune Sahebjam.
Il s'agit de la véritable histoire de Soraya Manutchehri (1951-1986), femme de 35 ans, lapidée dans le petit village de Kuhpayeh, en Iran. Soraya fut injustement accusée d'être une femme adultère par son mari, Ghorban-Alì, qui voulait épouser une fille plus jeune, mais qui n'avait pas assez d'argent pour subvenir aux besoins des deux épouses.

## Synopsis
Soraya, femme iranienne courageuse, se rend très vite compte que le mariage arrangé dont elle est victime est un échec et qu'elle est en train de gâcher sa vie. Son époux décide alors d'organiser un complot, et l'accuse d'adultère, la vouant ainsi à une peine d'une incroyable cruauté, la lapidation. 

## Fiche technique
- Dates de sortie : 
  -  Belgique : 12 octobre 2009 (Festival international du film de Flandre-Gand )

## Distribution
- Mozhan Marnò : Soraya M.
- Shohreh Aghdashloo : Zahra
- Jim Caviezel : Freidoune Sahebjam
- Parviz Sayyad : Hashem
- Vida Ghahremani : Mme Massoud
- Navid Negahban : Ali
- Vachik Mangassarian : Morteza Ramazani, le père de Soraya
- Bita Sheibani : Leila

## Récompenses et distinctions
The Stoning of Soraya M. a obtenu plusieurs prix lors d'importantes compétitions internationales, notamment au Festival international du film de Toronto (2008), au Festival du film de Los Angeles (2009), et au Heartland Film Festival (Indianapolis, Indiana) (2009).